# 我妹妹与我
我妹妹与我（德語：My Sister and I），据称是德国哲学家尼采的遗作。儘管只有少數人認可該書的真實性，但是大多數学者，包括考夫曼，认为该书为伪作。据称，该书是1889年至1890年间，尼采在图林根州的精神病院中写成。如若并非伪作，那么这是尼采的第二部自传体作品，也是最后一部作品。

## 内容
全书共12章。书中大量篇幅是关于尼采与他的妹妹伊丽莎白的乱伦关系以及尼采与莎乐美之间的恋情。
总体而言，书的内容相当混乱，不少段落与上下文看不出明显的逻辑关系，给读者不知所云之感。据信这与尼采写作此书时已精神失常有关。

## 争议
有许多尼采研究者认为，此书为后人假托尼采之名所作。他们指出书中存在一些时代错误。但少数学者坚持认为此书的确为尼采在精神病院治疗期间所作,如尼采研究者瓦尔特·斯图尔特（Walter K. Stewart）。

## 观点
通过此书可以了解尼采对女性和爱情的态度。

## 版本
- My Sister and I by Friedrich Nietzsche. 奥斯卡·雷维(Oscar Levy)英译本. New York: Boar's Head Books 1951
- 陈苍多译. . 文化艺术出版社. 2009. ISBN 75-0392-355-5.